# Fritz Heller (Schauspieler)
Fritz Heller (* 9. Juni 1893 in Wien; † 24. Dezember 1966 ebenda) war ein österreichischer Schauspieler und Kabarettist.

## Leben und Wirken
Heller begann schon in jungen Jahren als Schauspieler in der Kindertheatergruppe Duschinsky. Von dort aus führte ihn sein Weg über Landshut, Offenburg und Culm an die Provinzbühnen, ehe er nach Wien zurückkehrte. Dort spielte er unter anderem im Wiener Kabarett Hölle und an der Femina, wo er gegenüber Fritz Imhoff (1891–1961) Doppelconférencier war. Während seiner Wiener Jahre hatte er, meist in Nebenrollen, Engagements am Raimundtheater, an den Wiener Kammerspielen (1928–1931), an dem 1929 als Nachfolgerin des Margaretener Orpheums gegründeten Neuen Wiener Operettentheater (Reinprechtsdorfer Straße 1) sowie am Theater an der Wien. Daneben war er als Filmschauspieler tätig. Seine erste kleine Rolle erhielt Fritz Heller 1929 in dem Stummfilm „Franz Lehár“ (Regie: Hans Otto Löwenstein).
Nach der Annexion Österreichs wurde er am 15. November 1938 in das KZ Dachau deportiert. Seine Frau konnte ihn für 900 Reichsmark freikaufen, doch mussten die beiden das Reichsgebiet verlassen. Sie emigrierten über Triest nach Shanghai. Auch dort war Heller als Schauspieler tätig, wirkte in der Anfang 1940 geschaffenen European Jewish Artist Society (EJAS) und gehörte zu den bekanntesten Akteuren.
1951 kehrt er nach Wien zurück, wo er bis zu seinem Tode als Theaterschauspieler sowie am Kabarett Simpl auftrat. Als Film- und Fernsehschauspieler gab er vor allem Nebenrollencharaktere.
Fritz Heller wurde am 29. Dezember 1966 auf dem Jüdischen Friedhof Floridsdorf zur letzten Ruhe bestattet.

## Filmografie
- 1929: Franz Lehár
- 1933: Die Tochter des Regiments
- 1948: Hin und her
- 1950: Gruß und Kuß aus der Wachau
- 1950: Der alte Sünder
- 1951: Verklungenes Wien
- 1951: Schwindel im Dreivierteltakt
- 1951: Der fidele Bauer
- 1952: Wir werden das Kind schon schaukeln (Schäm dich, Brigitte)
- 1953: Der Feldherrnhügel
- 1954: Hochstaplerin der Liebe
- 1955: Herr Puntila und sein Knecht Matti
- 1956: …und wer küßt mich? (Ein Herz und eine Seele)
- 1956: Liebe, Sommer und Musik
- 1957: Scherben bringen Glück
- 1957: Das Schloß in Tirol
- 1957: Eva küßt nur Direktoren
- 1958: Heiratskandidaten
- 1958: Auch Männer sind keine Engel (Wiener Luft)
- 1958: Mikosch im Geheimdienst
- 1958: Die Halbzarte
- 1960: Im Weißen Rößl
- 1961: Schlager-Revue 1962
- 1962: Unter Wasser küßt man nicht
- 1963: Maskenball bei Scotland Yard